# Expeditionary Fighting Vehicle

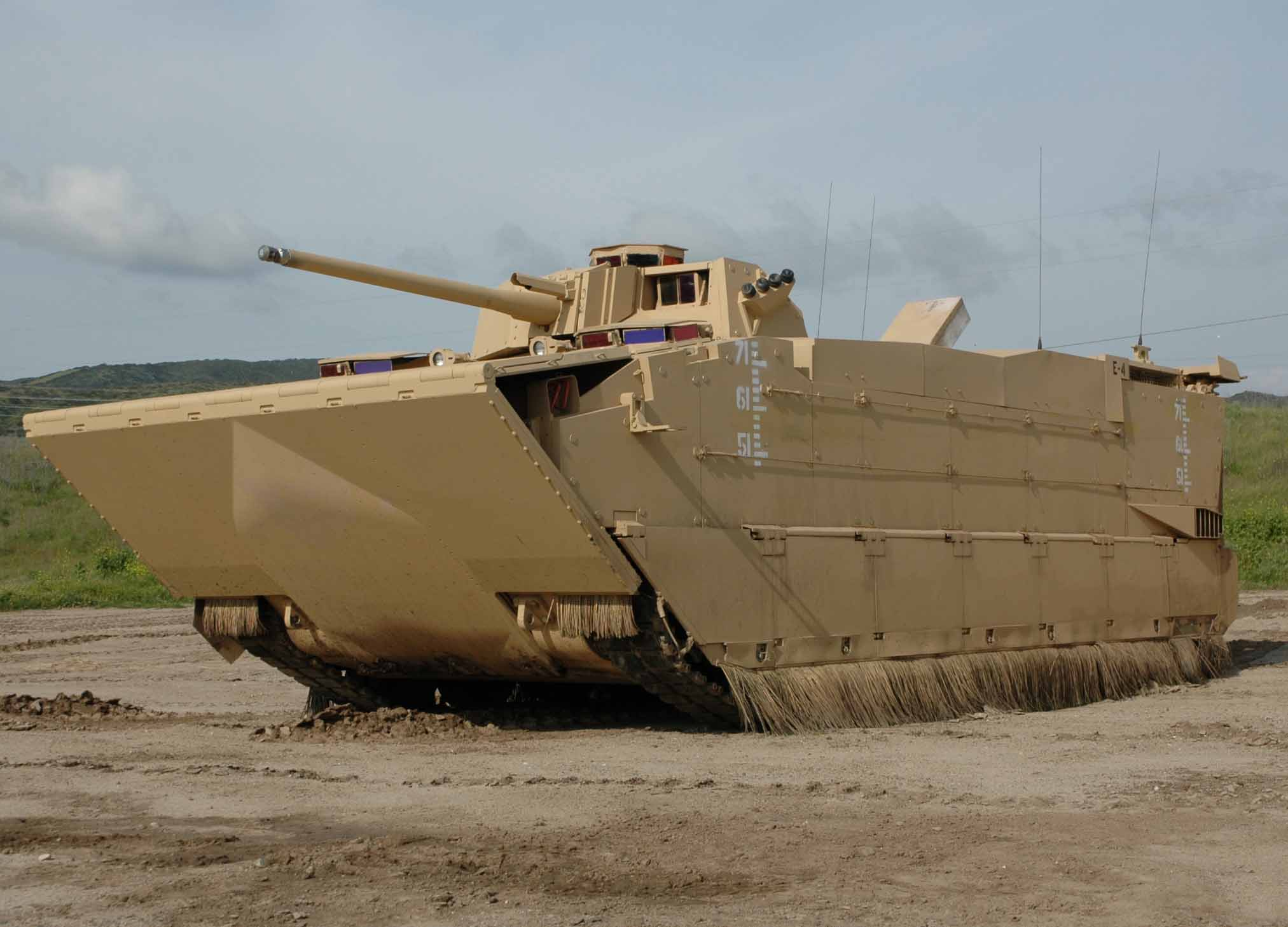
Expeditionary Fighting Vehicle

Das Expeditionary Fighting Vehicle, kurz EFV, war ein geplantes Amphibienfahrzeug des United States Marine Corps (USMC), dessen Indienststellung für das Jahr 2015 vorgesehen war. Bis Ende des Jahres 2003 wurde die Bezeichnung Advanced Amphibious Assault Vehicle (AAAV) verwendet. Das Programm wurde im Jahr 2011 eingestellt.
Das Fahrzeug war ein amphibischer gepanzerter Personentransporter, der von See aus von einem amphibischen Angriffsschiff gestartet, einen Trupp Marineinfanterie an der Küste absetzen sollte.
Das EFV wurde entworfen, um das in die Jahre gekommene AAV7 zu ersetzen, und hätte die wichtigste Anschaffung des USMC im Bereich der bodengestützten Waffensysteme werden sollen. Die Geschwindigkeit im Wasser, die Panzerung und Feuerkraft sollten gegenüber dem AAV deutlich erhöht werden.

## Entwicklung

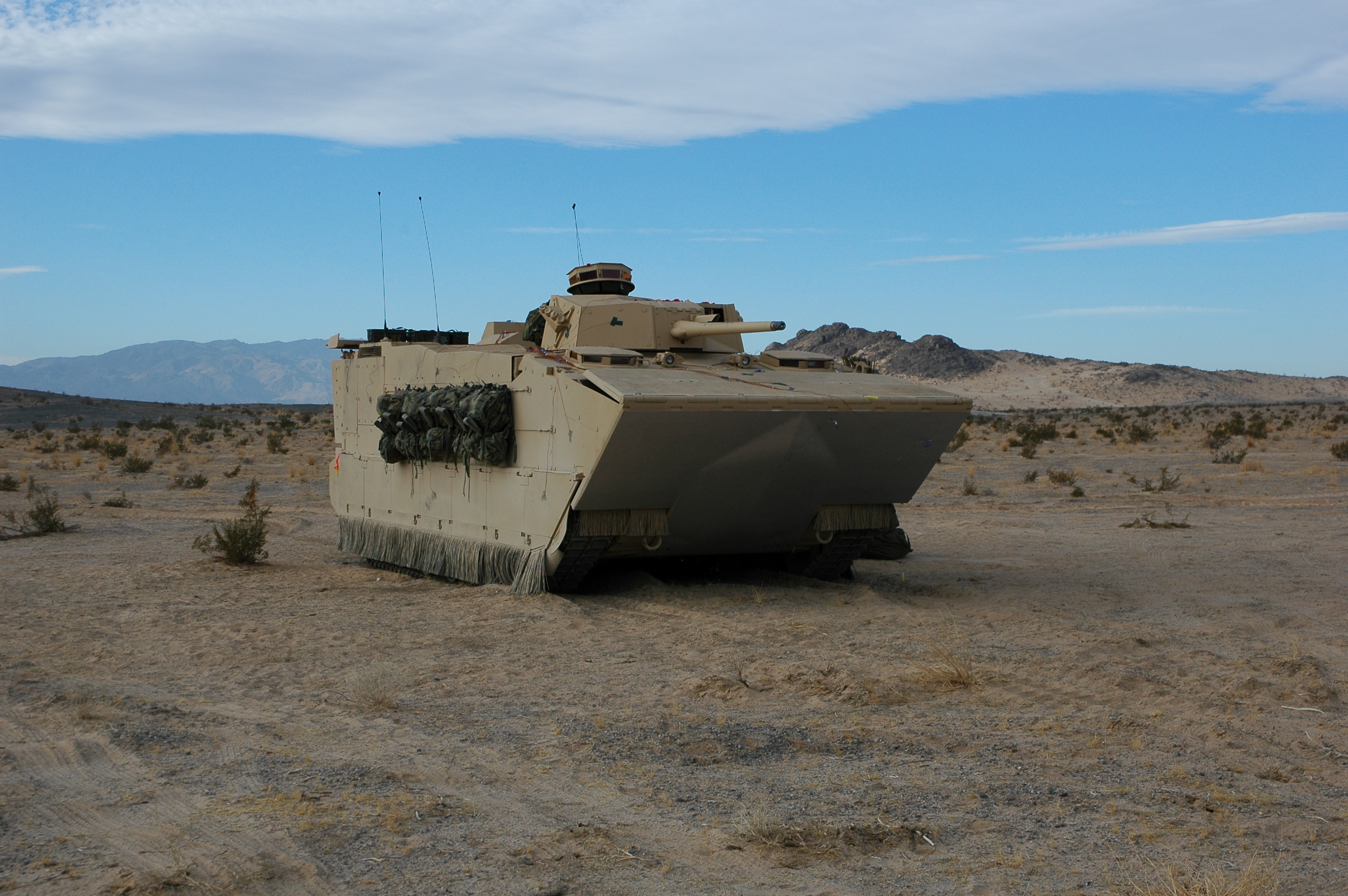
Expeditionary Fighting Vehicle

In den 1980er-Jahren entwickelte das USMC die sogenannte „hinter dem Horizont“-Strategie für amphibische Landungsoperationen. Die Absicht bestand darin, die für die amphibischen Streitkräfte benötigten Transportschiffe keiner Gefahr durch Küstenverteidigung und Seeminen auszusetzen. Diese Strategie beinhaltete den MV-22 Osprey, das LCAC und das EFV.
Die Entwicklung des AAAV begann Ende der 1970er-Jahre, wobei die ersten Prototypen zu Beginn der 1980er-Jahre gebaut wurden. Der Vorgänger des AAAV war das AAVP7. Dessen Einsatzzeit wurde durch eine Generalüberholung deutlich erhöht, wodurch das AAVP7A1 entstand. Ursprünglich war die Indienststellung des AAAV für 1993 geplant. Wegen Verzögerungen in der Entwicklung wurde das AAVP7 in der Folgezeit nochmals modernisiert, während das USMC immer noch auf die Fertigstellung des 2003 in EFV umbenannten Fahrzeugs wartete, dessen Entwicklung zu diesem Zeitpunkt 18 Jahre hinter dem ursprünglichen Zeitplan lag.
Die Anforderungen an das Fahrzeug sahen vor, dass es eine Entfernung von 25 Kilometern zwischen Transportschiff und Küste mit hoher Geschwindigkeit überwinden können sollte. Das AAV kann lediglich zwei Meilen schwimmend überbrücken. Im Wasser sollte das EFV 20 Knoten (etwa 37 km/h) und auf Straßen 45 km/h erreichen. Die Tankreichweite auf Land sollte 345 Meilen (rund 555 km) betragen. Ursprünglich wollte das USMC 1025 Fahrzeuge zum Gesamtpreis von 8,5 Milliarden Dollar kaufen. Der US-Militärhaushalt sah für 2009 256 Millionen Dollar für das EFV-Projekt vor.
Anfang Januar 2011 kündigte das US-Verteidigungsministerium an, das Projekt EFV aus Kostengründen zu streichen. Im Gegenzug sollen die bestehenden AAV7-Fahrzeuge modernisiert werden und in einem noch nicht festgelegten Zeitpunkt in Zukunft eine günstigere Alternative angeschafft werden.

## Design

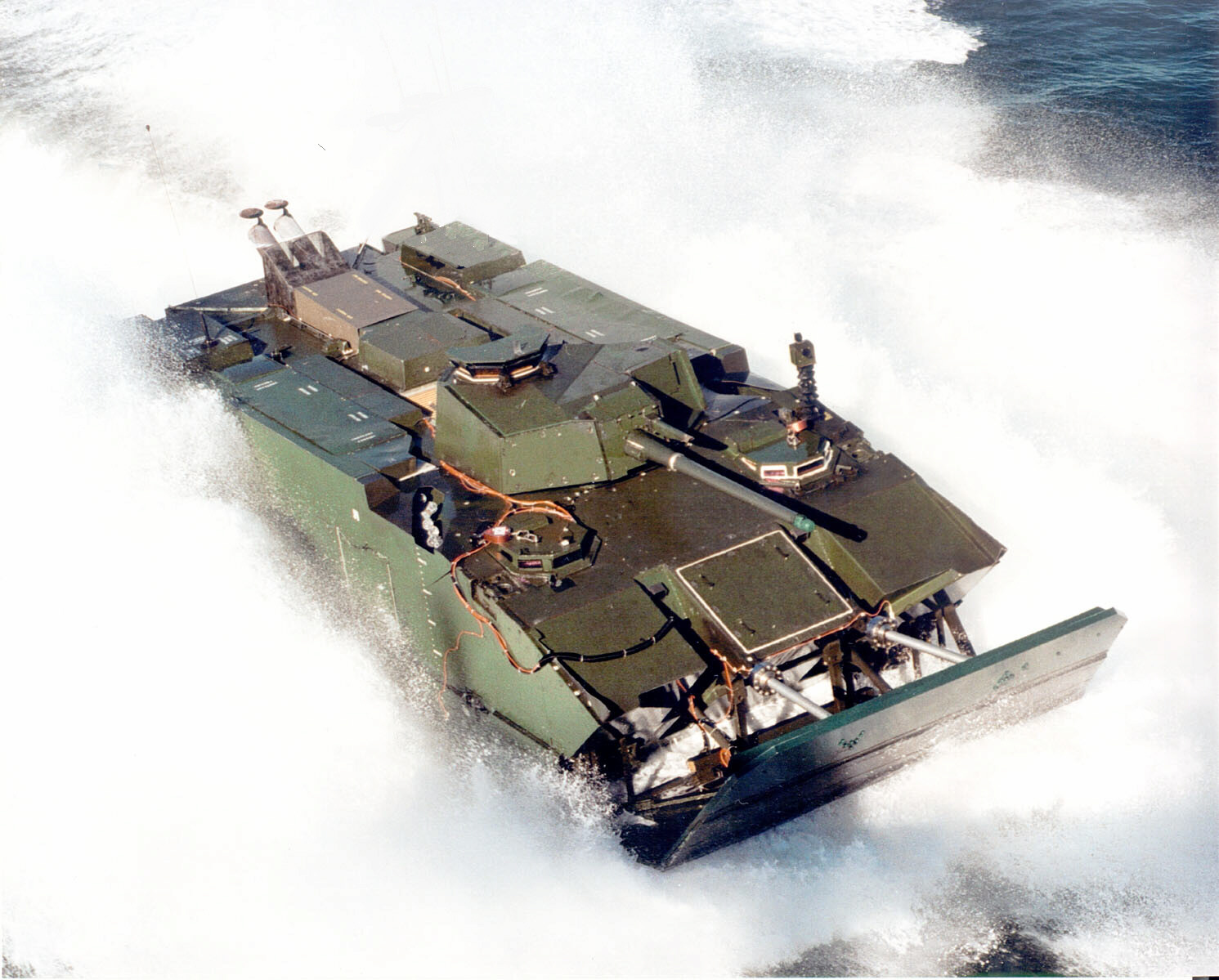
Expeditionary Fighting Vehicle in voller Fahrt auf dem Wasser

Das EFV von General Dynamics war ein amphibisches, gepanzertes Kettenfahrzeug, dessen Rumpf aus Aluminium bestand. Der Antrieb bestand aus einem angepassten, hoch aufgeladenen Dieselmotor der Baureihe 883 von MTU Friedrichshafen, der über zwei unterschiedliche Betriebsmodi für die Bewegung im Wasser und an Land verfügte. Das Bordnetz wurde von einem sprühölgekühlten 28V/800A-Generator versorgt.
Der Rumpf verfügte über eine hydraulische gesteuerte Bugklappe, um das Verhalten beim Gleiten übers Wasser zu verbessern. Zu beiden Seiten des Rumpfs waren gekapselte Wasserstrahlantriebe integriert, hydraulisch gesteuerte Klappen schützten die Ketten während des Betriebes im Wasser. Der Aluminiumrumpf löste einige Kontroversen wegen möglicherweise mangelnder Schutzfunktion und Entzündungsgefahr aus.
Die Besatzung bestand aus drei Soldaten und es sollten bis zu 17 Marineinfanteristen mit ihrer Ausrüstung transportiert werden.
Es existierte auch die Version EFV-C1, die als Kommandoplattform für einen siebenköpfigen Stab dienen sollte. Diese enthielt gesicherte Elektronik zum Führen der Truppe anstelle der 30-mm-Maschinenkanone.

## Ausstattung und Bewaffnung
Das EFV verfügte über eine Kompositpanzerung, Schutz gegen Minenexplosionen und ein System zur Abwehr von atomarer, biologischer oder chemischer Kontamination der Insassen. In der Standardversion verfügte das EFV als Hauptbewaffnung über eine Bushmaster II 30-mm-Maschinenkanone.
Weitere Ausstattung:
- Koaxiales 7,62-mm-Maschinengewehr im Turm
- Nebelmittelwurfanlage
- Heckklappe zum Ausstieg der transportierten Infanteristen
- Dachluken
- Verstärkte Besatzungszelle

## Kontroverse
Während der langen Entwicklungszeit hat das EFV-Programm mehrere Überarbeitungen, Fristverlängerungen und technische Probleme erlebt. Ursprünglich beabsichtigte das USMC, 1025 Fahrzeuge zu beschaffen, was aufgrund der Kostensteigerungen im Laufe der Entwicklung auf nur noch 573 Fahrzeuge reduziert wurde, bevor das Programm schließlich ganz eingestellt wurde.

### Zuverlässigkeitsprobleme
Im Februar 2007 berichtete die Washington Post, dass das USMC mit der Zuverlässigkeit des EFV im Einsatz unzufrieden war und die Produktion nicht wie geplant anlaufen würde. Bei Testeinsätzen von jeweils vier Fahrzeugen sollen nach 30 Minuten Einsatzzeit bereits eines aufgrund technischen Versagens ausgefallen sein. Das USMC forderte sieben neue Prototypen an, die vor allem über bessere Schwimmfähigkeit und einen verbesserten Geschützturm verfügen sollten. Anfang 2010 sollten diese Prototypen fertiggestellt werden.

### Zusätzlicher Schutz vor improvisierten Sprengsätzen
Im Juni 2007 sandten Mitglieder des Unterausschusses für Seemacht und Expeditionsstreitkräfte des Repräsentantenhauses einen Brief an den Kommandeur des USMC, in dem sie diesen dazu aufforderten, für einen besseren Schutz des EFV vor improvisierten Sprengsätzen (USBV, engl. IED) zu sorgen.

### Neue Gefechtsumgebung
Zu Beginn des Entwicklungsvorhabens schienen 25 Seemeilen (46 km) Sicherheitsabstand der Transportschiffe von der Küste ausreichend, um sie weitgehend unverwundbar gegen landgestützte Waffen zu machen. Dies ist angesichts heutiger Seezielflugkörper nicht mehr der Fall.